# 홀 (밴드)
홀(Hole)은 미국의 록 밴드이다.

## 디스코그래피

### 스튜디오 음반
- Pretty on the Inside (1991년)
- Live Through This (1994년)
- Celebrity Skin (1998년)
- Nobody's Daughter (2010년)